# Carlos Fangueiro
Carlos Manuel Fangueiro Soares (* 19. Dezember 1976 in Matosinhos), bekannt als Fangueiro, ist ein ehemaliger portugiesischer Fußballspieler und heutiger Fußballtrainer.

## Spielerkarriere
Fangueiro trat im Alter von 10 Jahren in seiner Heimatstadt der Jugendabteilung des Leixões SC bei. In den ersten Seniorenjahren spielte er mit dem Team in der dritten Liga. 1997 unterschrieb Fangueiro beim Vitória Guimarães und hatte seinen ersten Erstligaeinsatz für 29 Minuten gegen Sporting Braga am 21. September des gleichen Jahres. Das Spiel endete 2:3 für Braga. Fangueiro wurde für jeweils eine Saison an den Zweitligisten FC Maia und Gil Vicente verliehen. In der Saison 2002/2003 kehrte er zu Vitória Guimarães zurück und verpasste als Viertplatzierter die UEFA-Qualifikation. Fangueiro wurde in 28 Spielen eingesetzt, davon waren 11 Einsätze direkt zu Beginn, und er erzielte 7 Tore.
Im Sommer 2005 wechselte Fangueiro zum englischen Zweitligisten FC Millwall und wurde in der Meisterschaft neunmal eingesetzt. Sein einziges Tor für Millwall erzielte er am 23. August beim 2:0 gegen Bistrol Rovers in der ersten Runde des Ligapokals.
Am 18. August 2006 wechselte der freigestellte Fangueiro zum Drittligisten FC Walsall und erzielte am Folgetag gegen Lincoln City in der letzten Minute den Ausgleichstreffer zum 2:2. Am 7. Dezember 2006 unterschrieb er bei Ionikos Nikea. Er schloss mit den Griechen einen Vertrag ab und wurde so Teil einer Mannschaft, die mit vier Punkten aus der Ersten Liga abstieg.
Fangueiro kehrte anschließend in seiner Heimat zurück, wo er in der zweiten Liga beim FC Vizela und SC Beira-Mar spielte. Er stellte 11 persönliche Rekorde auf und spielte 16 Partien als Mannschaftskapitän und erreichte den Wiederaufstieg in die erste Liga.
Im Mai unterzeichnete der mittlerweile 33-jährige Fangueiro einen Vier-Monatsvertrag mit dem Hà Nội T&T in Vietnam ab. Nach dem Gewinn der dortigen Landesmeisterschaft kehrte er Anfang 2011 zu seinem Heimatverein Leixões SC zurück und gab am 25. Januar 2012 im Estádio do Mor seinen Rücktritt als Profispieler bekannt.

## Trainerkarriere
Fangueiro wechselte 2012 aus Leixões zum luxemburgischen Verein Atert Bissen, wo er in der Saison 2012/13 als Spielertrainer und anschließend bis März 2016 als Trainer aktiv war. Am 10. März 2016 übernahm Fangueiro den Posten des Sportdirektors bei Union Titus Petingen und trainierte gleichzeitig die U19-Junioren und Reservemannschaft des Vereins. In der Saison 2016/17 übernahm er, nachdem der Verein sich von Paolo Amodio getrennt hatte, während eines Monats als Interimstrainer die Verantwortung für die erste Mannschaft. Ab Januar 2019 war Fangueiro dann Cheftrainer des Vereins in der BGL Ligue. Nach seiner Entlassung im März 2020 wurde er kurze Zeit später für zwei Jahre vom Ligarivalen F91 Düdelingen verpflichtet. Anfang Juni 2023 wurde bekannt, dass Fangueriro ein Jahr vor Ablauf seines Vertrages in Düdelingen zum amtierenden Meister Swift Hesperingen wechselt. Doch schon am 4. November 2023 wurde er wieder vom Verein entlassen. Im Januar 2024 wurde Fangueiro dann vom portugiesischen Zweitligisten Leixões SC als neuer Trainer präsentiert.

## Erfolge
- Vietnamesischer Meister: 2010
- Luxemburgischer Meister: 2022